# Scritti Politti
Scritti Politti är en brittisk musikgrupp som bildades i Leeds 1977.

## Historia

### Tidiga år
Scritti Politti bildades i Leeds år 1977 av de punk-inspirerade före detta konstskoleeleverna Green Gartside (sång, gitarr), Tom Morley (trummor och trummaskin) och Nial Jinks (basgitarr). Gruppen spelade åren 1978 och 1979 in ett antal singlar där popmusik, marxism och filosofi blandades med amatörmässig upptäckaranda, t.ex. på "Skank Bloc Bologna" (1978) där omslaget visade alla kostnader för skivproduktion, tryck och studior tillsammans med adresser och telefonnummer, bland annat till gruppens hemadress. 
Under en turné med Gang of Four och Joy Division drabbades Gartside av en panikattack. Han återhämtade sig hemma i Wales genom att skriva låtar som var inspirerade av gammal soulmusik och rhythm and blues.

### 1980-talet
1981 släpptes Scritti-låten "The Sweetest Girl" på C81, en samlingskassett utgiven av tidningen New Musical Express. Singeln, där musikern Robert Wyatt deltog med sitt säregna orgelspel, blev en första mindre hit. Låten spelades senare även in av Madness. Gruppens medlemmar flyttade därefter till London och bosatte sig i Camden.
1982 kom albumet Songs To Remember som vävde samman soulinfluenser med kvasifilosofiska smarta ordlekar. För skivbolaget Rough Trade blev albumet en oväntad succé med en tolfteplats på albumlistan i England. Vid samma tidpunkt splittrades gruppen eftersom medlemmarna var oense om utvecklingen mot allt mer lättillgänglig pop. Gartside började då arbeta som dekonstruktivist inom popmusiken genom att hylla den, använda den och kritisera den inom samma säljbara format, en "The Derrida of the Top 40". Singlarna från albumet förpackades i pastischer på kända produkters förpackningar såsom Dunhillcigaretter, Courvoisier-konjak och Diors Eau Sauvage. 
Gartside flyttade till New York, där han influerades av tidig hiphop och electronica och samarbetade med soulveteranen Arif Mardin och studiomusikerna David Gamson och Fred Maher. Med tidens mest avancerade musikutrustning (däribland Fairlight CMI och NED Synclavier) spelades singlarna "Wood Beez (Pray Like Aretha Franklin)" och "Absolute" in 1984. De gav Scritti Politti en position som en experimentell popmaskin; sinnebilden för hur modern pop kunde låta vid mitten av 1980-talet, perfekt för MTV:s guldålder.
Gruppens sound kom att influera en mängd låtskrivare och artister, bland annat svenska Ratata och Janet Jackson. Albumet Cupid & Psyche året därpå med hitsingeln "The Word Girl" blev gruppens genombrott. Låten "Perfect Way" blev en stor hit i USA 1986. 
Samma år skrev Green och Gamson hitten "Love of a Lifetime" för Chaka Khan, och 1987 var Scritti Politti-låten "Best Thing Ever" med på soundtracket till Madonna-filmen Who's That Girl. Miles Davis gjorde en cover på Scritti-låten "Perfect Way" och skulle senare spela trumpet på Scritti Polittis singel "Oh, Patti (Don't Feel Sorry for Loverboy)" på albumet Provision. Trots singelns framgång i England var Provision i viss mån en upprepning av det föregående albumet och fick inte samma kommersiella framgång.

### 1990-talet
Under 1991 gav gruppen ut två danssinglar: Beatlescovern "She's A Woman" i samarbete med reggaetoastern Shabba Ranks, och Gladys Knight & The Pipscovern "Take Me in Your Arms and Love Me" tillsammans med reggae-dj:n Sweetie Irie. Inget album följde och Scritti Politti lades i träda. Samma år samarbetade Gartside även med British Electric Foundation. 
1999 gavs det experimentella albumet Anomie & Bonhomie ut, där Greens 20-åriga kärlek till hiphop visade sig i en hälften-hälften mix av typisk Scritti-pop och tyngre rapspår med medlemmar ur kollektivet Native Tounges (Mos Def, Jimahl mfl.) Gitarrock från Wales surfkultur influerade några spår, till exempel "Here Come July". Albumet blev ingen storsäljare och Scritti tog en paus igen.

### 2000-talet
2003 sjöng Gartside en duett med Kylie Minogue på låten "Someday" på hennes album Body Language, och två år senare släppes Scritti Polittis första singlar och EP:r på samlingsskivan Early (Rough Trade).

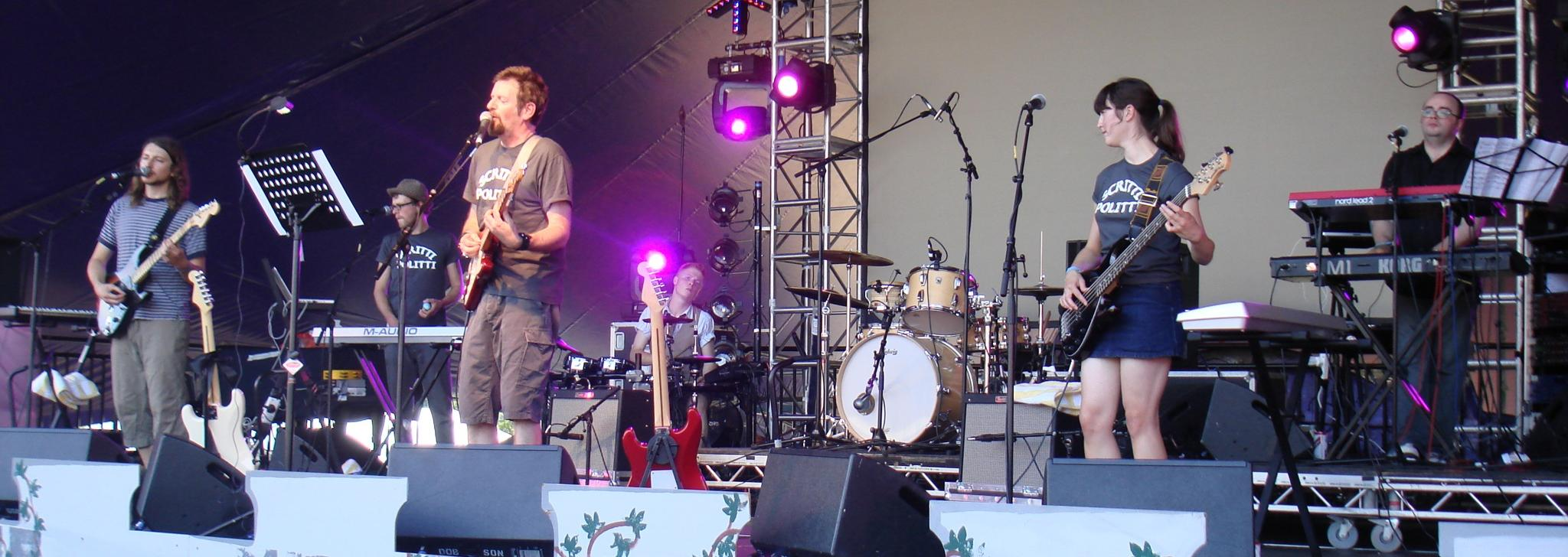
Scritti Politti (2006)

2006 återkom Scritti Politti med albumet White Bread Black Beer, en elektronisk-akustisk skiva som Gartside spelat in själv i sitt hem i Hackney. Musiken bottnade i den optimistiska, lekfulla pop han hade hört som barn på 1960-talet. De smarta ordlekarna från tidigare hade ersatts av en mer personlig och mindre ironisk pop om kärlekslycka, förhoppningar och närvaro i nuet, och albumet nominerades till det engelska Mercury Music Prize. I januari samma år återvände också gruppen till konsertscenen; det var Green Gartsides första scenuppträdanden sedan 1980. Gruppen turnerade under 2006 och 2007. Gartside samarbetade med musikern Alexis Taylor, sångare i Hot Chip.
2010 kom albumet Absolute - the Best of Scritti Politti, en greatest hits-skiva med två nya låtar av Green Gartside och Dave Gamson.

## Gruppnamnet
Namnet Scritti Politti togs från den italienske marxisten Antonio Gramsci (1891–1937) och är kopplat till begreppet "Scritti Politici", som på italienska betyder "politiska skrifter" och även är titeln på en bok innehållande flera av Gramscis verk. Gartside justerade frasen till det mer popvänliga Scritti Politti, som påminde om "Tutti Frutti", en låt framförd av Little Richard. 

## Diskografi
Studioalbum
- Songs to Remember (1982)
- Cupid & Psyche 85 (1985)
- Provision (1988)
- Anomie & Bonhomie (1999)
- White Bread Black Beer (2006)

Singlar (topp 100 på UK Singles Chart)
- "The "Sweetest Girl"" (1981) (#61)
- "Faithless" ("Triple-Hep-N'Blue") (1982) (#56)
- "Asylums in Jerusalem" / "Jacques Derrida" (1982) (#43)
- "Wood Beez (Pray Like Aretha Franklin)" (1984) (#10)
- "Absolute" (1984) (#17)
- "Hypnotize" (1984) (#68)
- "The Word Girl" (1985) (#6)
- "Perfect Way" (1985) (#48)
- "Oh Patti (Don't Feel Sorry for Loverboy)" (1988) (#13)
- "First Boy in This Town (Lovesick)" (1988) (#63)
- "Boom! There She Was" (med Roger Troutman) (1988) (#55)
- "She's a Woman" (med Shabba Ranks) (1991) (#20)
- "Take Me in Your Arms and Love Me" (med Sweetie Irie) (1991) (#47)
- "Tinseltown to the Boogiedown" (1999) (#46)

Samlingsalbum
- The Basics (1983)
- Early (2005)
- Absolute - The Best of Scritti Politti (2010)